# Rennrodel-Weltmeisterschaften 1971
Die Rennrodel-Weltmeisterschaften 1971 fanden am 30. und 31. Januar 1971 in Olang in Italien statt.

## Einsitzer der Frauen
| Platz | Land           | Sportlerin           | Zeit    |
| ----- | -------------- | -------------------- | ------- |
| 1     | BR Deutschland | Elisabeth Demleitner | 2:39,29 |
| 2     | Italien        | Erika Lechner        | 2:39,41 |
| 3     | Polen          | Barbara Piecha       | 2:39,98 |
| 4     | DDR            | Angela Knösel        | 2:40,24 |
| 5     | DDR            | Anna-Maria Müller    | 2:40,24 |
| 6     | Polen          | Halina Kanasz        | 2:40,49 |
| 7     | Polen          | Teresa Bugajczyk     | 2:40,82 |
| 8     | BR Deutschland | Christa Schmuck      | 2:41,21 |
| 9     | DDR            | Ute Rührold          | 2:41,36 |
| 10    | Polen          | Wiesława Martyka     | 2:41,84 |
| ...   |                |                      |         |
| 14    | DDR            | Eva-Maria Wernicke   | 2:42,67 |

Weitere Reihenfolge
| Platz | Sportlerin           | Land |
| ----- | -------------------- | ---- |
| 11    | Sarah Felder         | ITA  |
| 12    | Antonia Mayr         | AUT  |
| 13    | Małgorzata Kretowicz | POL  |
| 14    | Eva-Maria Wernicke   | GDR  |
| 15    | Angelika Schafferer  | AUT  |
| 16    | Maria Debiasi        | ITA  |
| 17    | Gisela Otto          | FRG  |
| 18    | Maria Sperber        | ITA  |
| 19    | Wiesława Krawczyk    | POL  |
| 20    | Hana Ryšková         | CSK  |
| 21    | Brigitte Kleinhofer  | AUT  |
| 22    | Berit Salomonsson    | SWE  |
| 23    | Dana Beldova         | CSK  |
| 24    | Elfriede Pirkmann    | AUT  |
| 25    | Josette Muraillat    | FRA  |
| 26    | Peggy Frair          | USA  |
| 27    | Hoppy Hopkins        | USA  |
| 28    | Mary Dee Taylor      | USA  |
| 29    | Janet Stout          | USA  |
| DSQ   | Mary Jane Finlayson  | CAN  |

## Einsitzer der Männer
| Platz | Land           | Sportler            | Zeit    |
| ----- | -------------- | ------------------- | ------- |
| 1     | Italien        | Karl Brunner        | 3:10,27 |
| 2     | BR Deutschland | Leonhard Nagenrauft | 3:10,37 |
| 3     | Österreich     | Josef Feistmantl    | 3:10,60 |
| 4     | Italien        | Emil Lechner        | 3:11,07 |
| 5     | Italien        | Leo Atzwanger       | 3:11,09 |
| 6     | Italien        | Siegfried Mair      | 3:11,45 |
| 7     | Österreich     | Manfred Schmid      | 3:11,90 |
| 8     | BR Deutschland | Hans Wimmer         | 3:11,93 |
| 9     | Polen          | Lucjan Kudzia       | 3:11,94 |
| 10    | Italien        | Walter Plaikner     | 3:11,85 |
| 11    | DDR            | Reinhard Bredow     | 3:12,12 |
| ...   |                |                     |         |
| 16    | DDR            | Klaus Bonsack       | 3:12,81 |
| 22    | DDR            | Wolfram Fiedler     | 3:13,72 |
| 28    | DDR            | Armin Hahn          | 3:15,50 |
| 31    | DDR            | Horst Müller        | 1:15,78 |
| 36    | DDR            | Siegfried Müller    | 3:17,13 |

Weitere Reihenfolge
| Platz | Sportler              | Land |
| ----- | --------------------- | ---- |
| 12    | Andrzej Piekoszewski  | POL  |
| 13    | Andrzej Żyła          | POL  |
| 14    | Paul Hildgartner      | ITA  |
| 15    | Erwin Federspieler    | ITA  |
| 16    | Klaus-Michael Bonsack | GDR  |
| 17    | Manfred Stengl        | AUT  |
| 18    | Wolfgang Winkler      | AUT  |
| 19    | Ernst Mair            | ITA  |
| 20    | Rudolf Schmid         | AUT  |
| 21    | Heinz Auer            | AUT  |
| 22    | Wolfram Fiedler       | GDR  |
| 23    | Bernhard Aschauer     | FRG  |
| 24    | Janusz Krawczyk       | POL  |
| 25    | Peter Reichwallner    | FRG  |
| 26    | Jan Hamřík            | CSK  |
| 27    | Hans Brandner         | FRG  |
| 28    | Armin Hahn            | GDR  |
| 29    | Ewald Walch           | AUT  |
| 30    | Oswald Haller         | AUT  |
| 31    | Horst Müller          | GDR  |
| 32    | Ivar Bjare            | SWE  |
| 33    | Franz Schachner       | AUT  |
| 34    | Larry Arbuthnot       | CAN  |
| 35    | Stephen Sinding       | NOR  |
| 36    | Siegfried Müller      | GDR  |
| 37    | Balthasar Schwarm     | FRG  |
| 38    | Emil Egli             | CHE  |
| 39    | František Halíř       | CSK  |
| 40    | Bo Lindberg           | SWE  |
| 41    | David McComb          | CAN  |
| 42    | Martin Köck           | FRG  |
| 43    | Jan Nilsson           | SWE  |
| 44    | James Murray          | USA  |
| 45    | Horst Urban           | CSK  |
| 46    | Michael Shragge       | CAN  |
| 47    | Richard Cavanaugh     | USA  |
| 48    | Peter Bosshard        | CHE  |
| 49    | Jan Christian Strøm   | NOR  |
| 50    | Bjørn Dyrdahl         | NOR  |
| 51    | Robert Rock           | USA  |
| 52    | Ivo Križ              | CSK  |
| 53    | Stanislav Duchek      | CSK  |
| 54    | Pierre Larchier       | FRA  |
| 55    | Ludvik Slavetinsky    | CSK  |
| 56    | Terry O’Brien         | USA  |
| 57    | Jean-Marc Chapel      | FRA  |
| 58    | Albert Filotti        | FRA  |
| 59    | Stefan Kjernholm      | SWE  |
| 60    | Robert Berkley        | USA  |
| 61    | Ion Pervilhac         | FRA  |
| 62    | Jack Elder            | USA  |
| 63    | Poul Nielsen          | CAN  |
| 64    | Werner Sele           | LIE  |
| 65    | Douglas Hansen        | CAN  |
| 66    | Georg Hess            | CHE  |
| 67    | Gabriel Divjak        | YUG  |
| 68    | Richard Liversedge    | GBR  |
| 69    | Frank Jones           | USA  |
| 70    | Stefan Zupan          | YUG  |
| 71    | Marijan Lombar        | YUG  |
| 72    | Rupert Dean           | GBR  |
| 73    | Janez Horvat          | YUG  |
| 74    | Stephen Marsh         | GBR  |
| DSQ   | Poldi Schödler        | LIE  |
| DSQ   | Horst Hörnlein        | GDR  |
| DSQ   | Alain Grassi          | FRA  |

## Doppelsitzer der Männer
| Platz | Land           | Sportler                          | Zeit    |
| ----- | -------------- | --------------------------------- | ------- |
| 1     | Italien        | Paul Hildgartner, Walter Plaikner | 1:22,29 |
| 2     | Österreich     | Manfred Schmid, Ewald Walch       | 1:22,67 |
| 3     | DDR            | Horst Hörnlein, Reinhard Bredow   | 1:22,74 |
| 4     | Italien        | Siegfried Mair, Ernst Mair        | 1:22,96 |
| 5     | Polen          | Lucjan Kudzia, Ryszard Gawior     | 1:23,00 |
| 6     | Polen          | Tadeusz Radwan, Janusz Krawczyk   | 1:23,38 |
| 7     | Italien        | Karl Brunner, Erich Graber        | 1:23,54 |
| 8     | BR Deutschland | Hans Brandner, Balthasar Schwarm  | 1:23,65 |
| 9     | DDR            | Klaus Bonsack, Michael Köhler     | 1:23,70 |
| 10    | Österreich     | Oswald Haller, Alfons Obojes      | 1:23,97 |
| ...   |                |                                   |         |
| 14    | DDR            | Horst Müller, Armin Hahn          | 1:24,63 |
| 15    | DDR            | Siegfried Müller, Andreas Estel   | 1:24,71 |

Weitere Reihenfolge
| Platz | Sportler                               | Land |
| ----- | -------------------------------------- | ---- |
| 11    | Rudolf Schmid, Franz Schachner         | AUT  |
| 12    | Leonhard Nagenrauft, Hans Wimmer       | FRG  |
| 13    | Karl Feichter, Ernst Haspinger         | ITA  |
| 14    | Horst Müller, Armin Hahn               | GDR  |
| 15    | Siegfried Müller, Andreas Estel        | GDR  |
| 16    | Martin Köck, Albert Ertelt             | FRG  |
| 17    | František Halíř, Stanislav Duchek      | CSK  |
| 18    | Emil Egli, Georg Hess                  | CHE  |
| 19    | Johan Christian Strøm, Stephen Sinding | NOR  |
| 20    | Larry Arbuthnot, Michael Shragge       | CAN  |
| 21    | Ivar Bjare, Bo Lindberg                | SWE  |
| 22    | Horst Urban, Jan Hamřík                | CSK  |
| 23    | Ludvik Slavetinsky, Ivo Križ           | CSK  |
| DNF   | Günther Lemmerer, Walter Pirkmann      | AUT  |

## Medaillenspiegel
| Platz | Land                            | Gold | Silber | Bronze | Gesamt |
| ----- | ------------------------------- | ---- | ------ | ------ | ------ |
| 1     | Italien                         | 2    | 1      | 0      | 3      |
| 2     | BR Deutschland                  | 1    | 1      | 0      | 2      |
| 3     | Österreich                      | 0    | 1      | 1      | 2      |
| 4     | Deutsche Demokratische Republik | 0    | 0      | 1      | 1      |
| 4     | Polen                           | 0    | 0      | 1      | 1      |